# Showgirl in Hollywood
Pour plus de détails, voir Fiche technique et Distribution.
Show Girl in Hollywood est un film américain pré-Code réalisé par Mervyn LeRoy et sorti en 1930. Il comporte des séquences en Technicolor.

## Fiche technique
- Réalisation : Mervyn LeRoy
- Scénario : Harvey F. Thew, James A. Starr d'après Hollywood Girl de J. P. McEvoy[1]
- Dialogues Harvey F. Thew
- Producteur : Robert North
- Photographie : Sol Polito
- Montage : Pete Fritch
- Musique : Joseph Burke, Ray Henderson
- Genre : film musical, comédie dramatique[2]
- Production : First National Pictures
- Durée : 77 minutes
- Date de sortie :
  - États-Unis : 20 avril 1930

## Distribution
- Alice White : Dixie Dugan
- Jack Mulhall : Jimmy Doyle
- Blanche Sweet : Donny Harris (Mrs. Buelow)
- Ford Sterling : Sam Otis, producteur
- John Miljan : Frank Buelow, a directeur
- Virginia Sale : Miss J. Rule, secrétaire d'Otis
- Lee Shumway : Mr. Kramer
- Herman Bing : Bing, assistant directeur

### Cameos
- Al Jolson
- Ruby Keeler
- Noah Beery
- Walter Pidgeon
- Loretta Young
- Natalie Moorhead
- Jane Winton

## Conservation
Une copie en noir et blanc est conservée, mais la version Technicolor est considérée comme perdue.